# Оравска Лесна (район Наместово)

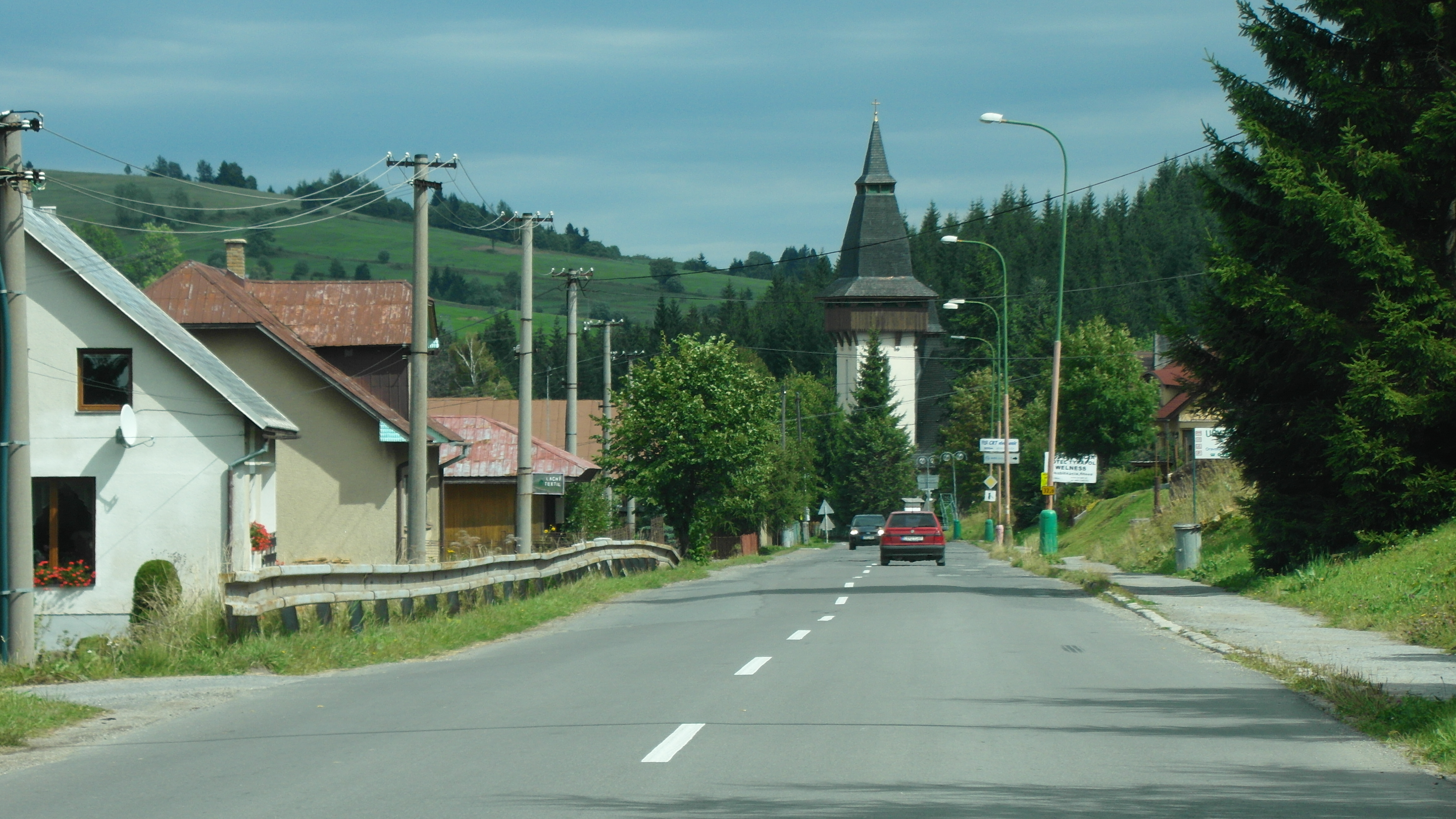
Костёл в Оравска Лесна

Оравска Лесна (словац. Oravská Lesná, венг. Erdőtka , пол.  Herducka ) — деревня и община района Наместово Жилинского края в северной Словакии.
Расположена в двух географических мезорегионах: северная часть в Оравских Бескидах, южная — в Оравская Магура (граница между этими регионами проходит по реке Бяла-Орава, протекающей через деревню), в исторической области О́рава недалеко от границы с Польшей, в около 204 км от Братиславы.

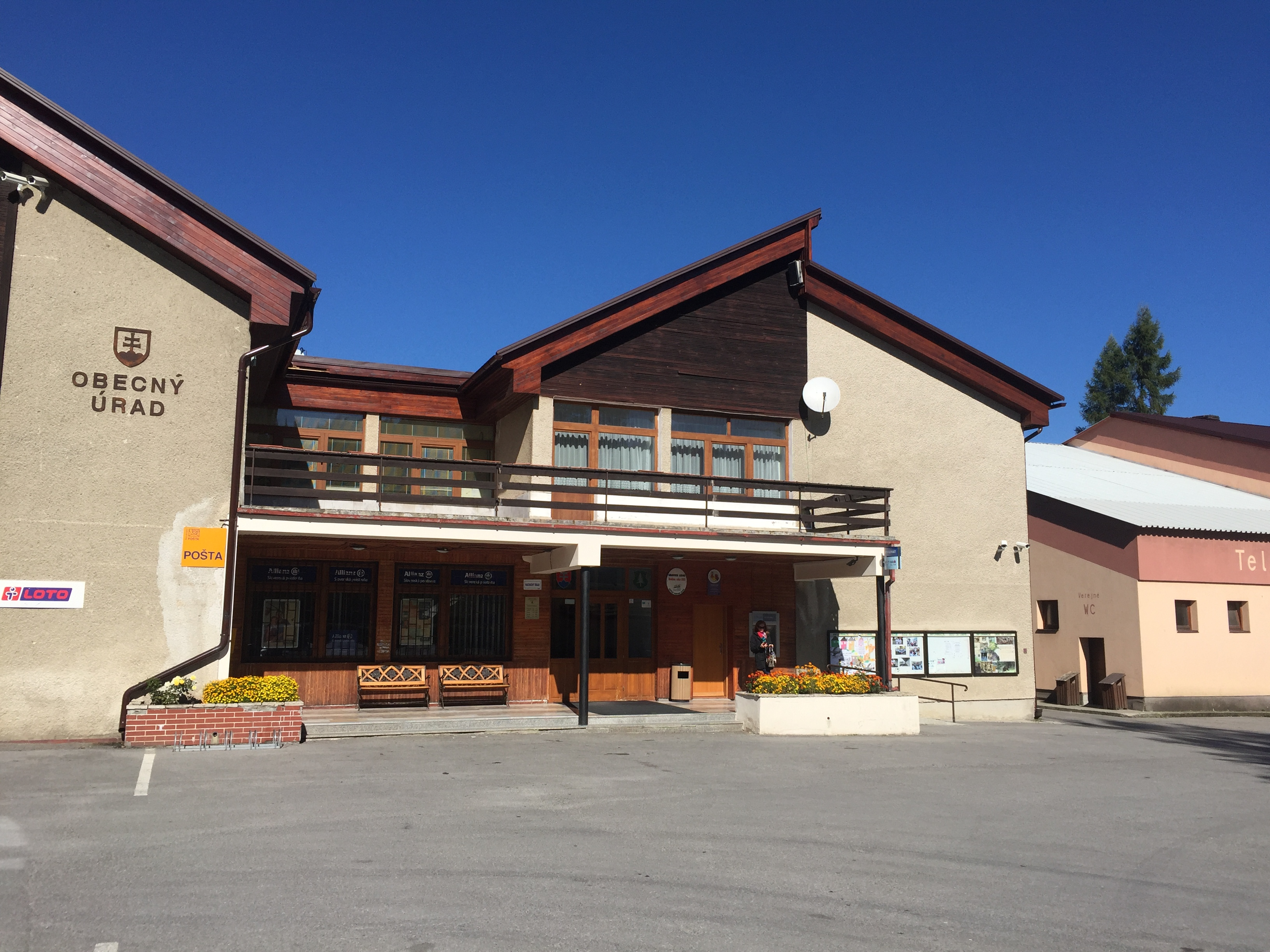
Администрация Оравска Лесна

## Население
| Год:                | 1994 | 2004    | 2014    | 2024    |
| ------------------- | ---- | ------- | ------- | ------- |
| Количество человек: | 2944 | 3133    | 3322    | 3449    |
| Разница:            |      | +6,41 % | +6,03 % | +3,82 % |

Население на 31 декабря 2020 года — 3 450 человек.

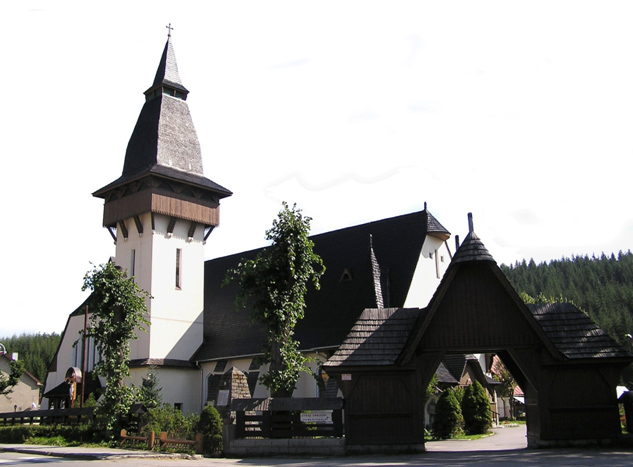
Костёл

Площадь — 65,63 км². Деревня растянулась на 6 км и состоит из нескольких административных единиц, которые в прошлом были отдельными деревнями, расположенными вдоль главной дороги и реки Бяла-Орава, объединенных в межвоенный период:
- Бришовка
- Бучина
- Деменова
- Флайчова
- Ясеновская
- Кубинская
- Леготска
- Мрзачка
- Оравска Лесна
- Прибишска
- Танечник

## История
Основана в 1731 году графом Ежи (Дьёрдь) Эрдёды (отсюда и первоначальное название). До 1927 г. Erdutka.
Оравска Лесна известна как полюс холода Словакии. Зимой температура здесь опускается до −35° по Цельсию. Высота снежного покрова более 2 м не редкость в здешних местах.
Оравска Лесна — одно из немногих мест в Словакии, где, помимо словацкого языка, всё еще говорят на старом горном диалекте горал (Оравский диалект, часть Малопольского диалекта).
Учитывая погодные условия, здесь очень хорошие условия для занятий зимними видами спорта. Работает горнолыжный комплекс «Орава Сноу».

## Достопримечательности
Самая интересная постройка в селе — это каменная и деревянно-каменная церковь Св. Анны 1910—1914 годов.
Достопримечательностью является Оравская лесная железная дорога (Lesná úvraťová železnica), узкоколейная железная дорога на трассе Танечник — Бескид, запущенная после реконструкции пути в 2008 году.